# Si-o-se Pol
Si-o-se Pol (en persa: سی وسه پل‎, que significa «puente de los treinta y tres arcos») o puente Allahverdi Khan (Pol-e Allahverdikhan), es uno de los once puentes de Isfahán, en Irán. Este es uno de los puentes más conocidos de la dinastía de los safávidas. El Pol Si-o-se es un puente en arco de dos niveles.
Fue erigido por orden del primer ministro georgiano de Abás el Grande, Allahverdi Khan, hacia 1608. Está construido en la continuidad de Chahar Bagh. Con sus soportales, en los lados y la base, ofrece la oportunidad de caminar en varios niveles, dependiendo de la altura del agua.  Sirve como lugar de paso, aunque también como presa para regular el curso del río.  Al atravesarle, el agua produce un efecto de grandes fuentes gracias a los estribos. Al lado se encuentra  Lo siguiente es  un talār, el «kiosco de los espejos», desde donde el soberano podía ver el río.

## Galería de imágenes

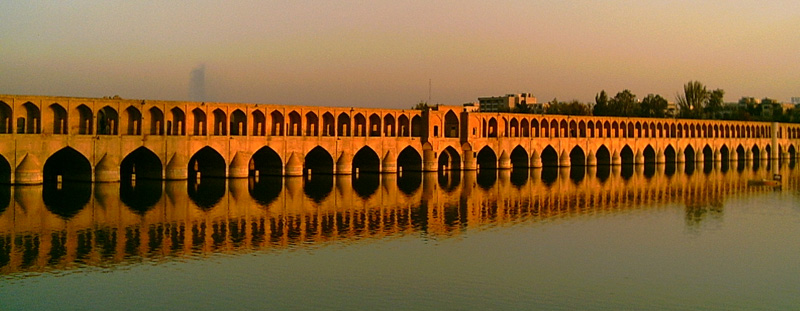
Otra vista del puente.
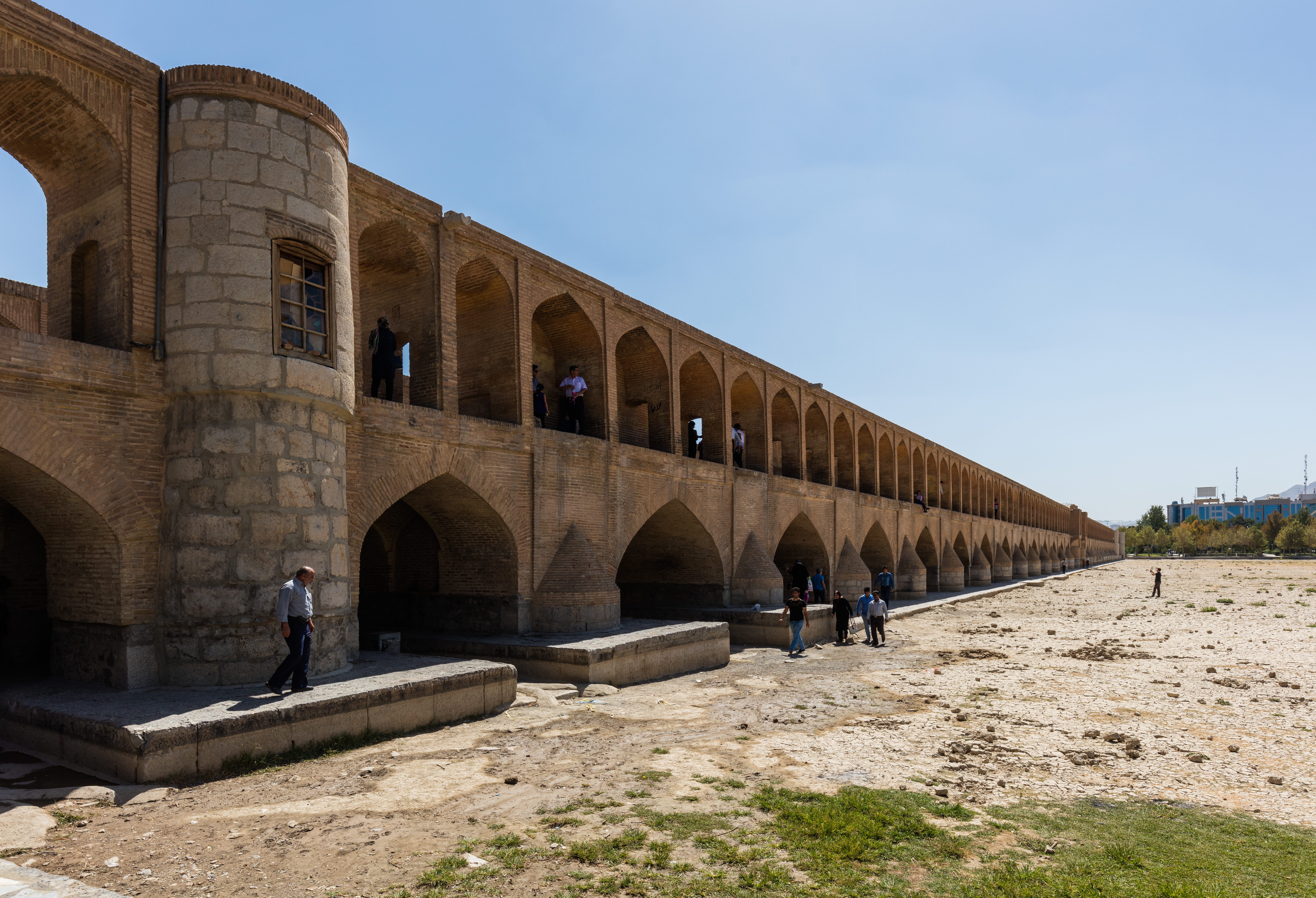
Vista exterior durante el verano.
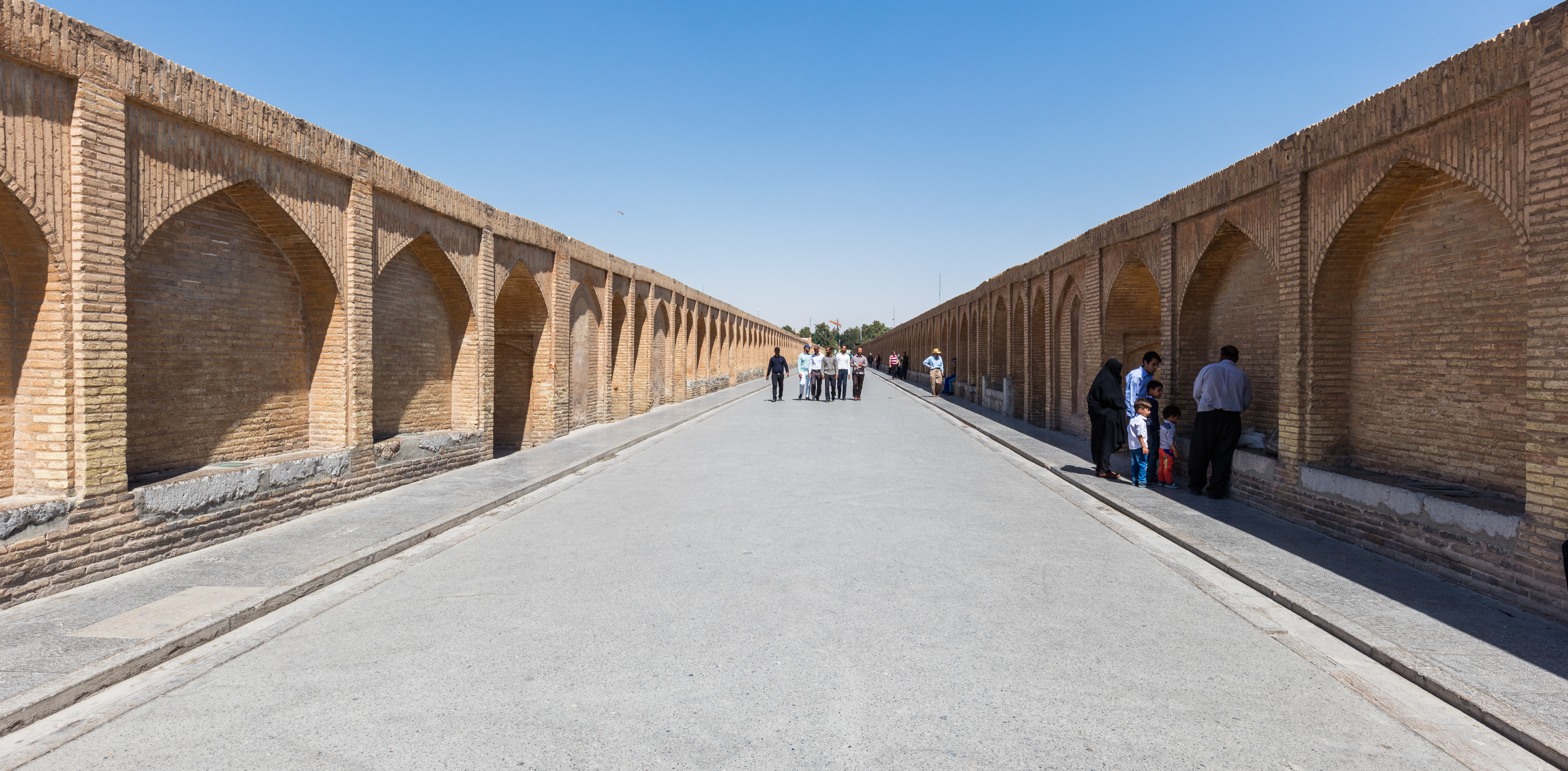
Vista del interior del puernte.
Vista íntegra.
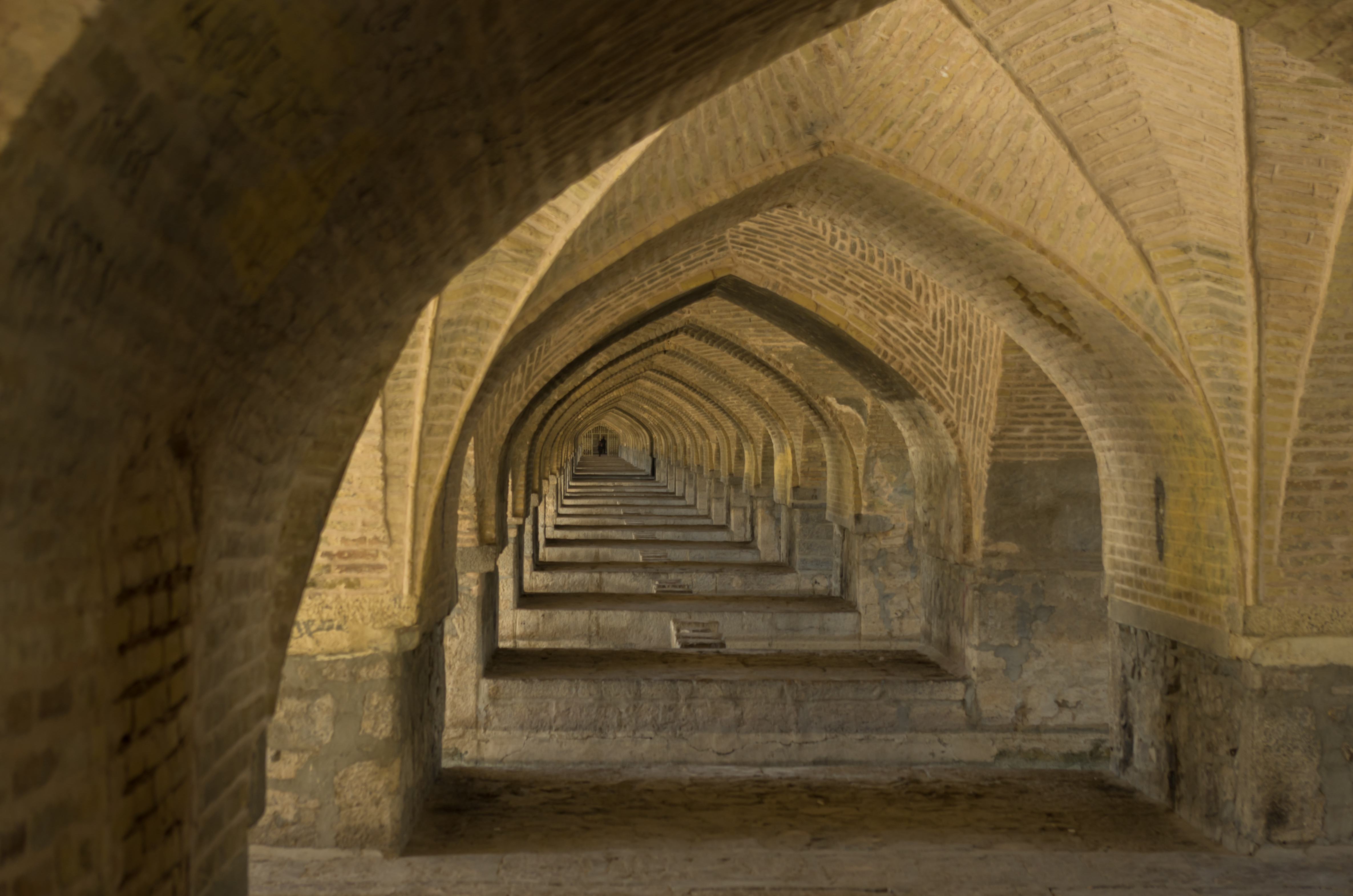
Vista bajo el puente.